# Musée archéologique du Chianti senese
Le musée archéologique du Chianti senese (Museo Archeologico del Chianti senese, en italien) est un musée archéologique italien situé en Toscane, dans la commune de Castellina in Chianti, dans la province de Sienne (Toscane).

## Localisation
Le musée est situé dans la forteresse de Castellina in Chianti (Rocca Comunale) du XVe siècle.

## Collections
Le musée possède des objets de la période étrusque de la région du Chianti senese. Une tête en pierre, d'origine étrusque, représentant un animal fantastique est devenue le symbole du musée.
Les techniques multimédia y sont utilisées afin de  montrer aux visiteurs les éléments mis au jour à Castellina, Radda, Castelnuovo Berardenga et Gaiole.
- Le Tumulus de Montecalvario (VIIe – VIe siècle av. J.-C.) y est particulièrement représenté,
- ainsi que des objets de la Nécropole du Poggino (VIIe – Ve siècle av. J.-C.),
- ceux de la Nécropole de Bosco Le Pici, (VIIIe au IIe siècle av. J.-C.).
- et ceux de la Tombe étrusque de La Malpensata

Un laboratoire de restauration est annexé au musée.